# Antonio de Hornedo Correa
Antonio de Hornedo Correa SJ (* 23. September 1915 in Comillas, Spanien; † 10. Januar 2006 in Lima) war ein peruanischer Ordensgeistlicher und römisch-katholischer Bischof von Chachapoyas.

## Leben
Antonio de Hornedo Correa trat als 17-Jähriger am 27. Mai 1933 in die Gesellschaft Jesu, und zwar in Belgien, da die Regierung von Manuel Azaña gegen den Orden vorging und viele spanische Jesuiten ins Ausland gehen mussten. Nach dem Ende des Spanischen Bürgerkrieges kehrte er 1940 nach Spanien zurück und studierte bis 1943 Philosophie am Colegio Nuestra Señora del Recuerdo in Madrid-Chamartín und ab 1943 Theologie in Irland. Am 31. Juli 1949 empfing er die Priesterweihe. Von 1951 bis 1961 war er in der Novizenausbildung tätig.
1961 wurde Antonio de Hornedo Correa in die Mission der Jesuiten in Peru, am Río Marañón und an dessen Nebenflüssen, entsandt und zum Oberen der Jesuitenkommunität in Jaén bestellt. Am 6. August 1963 wurde er zum Präfekten von Jaén en Peru und mit der Erhebung der Präfektur zum Apostolischen Vikariat am 24. April 1971 zum Apostolischen Vikar von Jaén en Peru o San Francisco Javier sowie zum Titularbischof von Castellum Minus ernannt. Die Bischofsweihe spendete ihm der Apostolische Nuntius in Peru, Erzbischof Luigi Poggi, am 15. August 1971. Mitkonsekratoren waren Luis Armando Bambarén Gastelumendi SJ, Weihbischof in Lima, und Manuel Prado Pérez-Rosas SJ, Bischof von Chachapoyas.
Papst Paul VI. ernannte ihn am 9. Juli 1977 zum Bischof von Chachapoyas. Das Hauptanliegen seiner bischöflichen Tätigkeit waren die Sorge um ältere Menschen, Bildung und Ausbildung der Jugend, die Gesundheit der Kinder und die Evangelisierung der Medien. Papst Johannes Paul II. nahm am 18. Mai 1991 seinen altersbedingten Rücktritt an. Seinen Ruhestand verbrachte er in der Gemeinschaft von Fatima in Miraflores in Lima, wo er auch verstarb.
Antonio de Hornedo wurde in der Kathedrale der Bischofsstadt Chachapoyas beigesetzt.